# Langbiansibia
De langbiansibia (Laniellus langbianis) is een zangvogel uit de familie Leiothrichidae. De vogel werd voor het eerst geldig beschreven in 1939 door de Zweedse zoöloog Nils Carl Gustaf Fersen Gyldenstolpe.

## Kenmerken
De vogel is 22 cm, het is een slanke babbelaar met een lange staart. De vogel is van boven kastanjebruin met druppelvormige lichte vlekken. De kopkap en de nek zijn donkergrijs, rond het oog zwart. De vogel is van onder wit met druppelvormige donkere vlekken, op de flanken zijn okerkleurige vlekken. De snavel is hoornkleurig grijs en de poten vuilgroen. De Javaanse sibia lijkt sterk op deze soort, maar is kleiner en minder gevlekt van onder.

## Verspreiding en leefgebied
Deze soort is endemisch op het Da Lat plateau in de Centrale Hooglanden in Vietnam in de provincies Đắk Lắk en Lâm Đồng. De vogel werd in de jaren 1990 herontdekt in een aantal natuurreservaten. Het bleek een vrij algemene vogel in het Nationaal park Chư Yang Sin. Het leefgebied bestaat uit dichte montane, tropische loofbossen tussen de 900 en 1700 m boven zeeniveau. Het is een lastig waarneembare vogel die zich ophoudt in het dichte gebladerte van de boomkronen.

## Status
De langbiansibia heeft een zeer beperkt verspreidingsgebied en daardoor is de kans op uitsterven aanwezig. De grootte van de populatie werd in 2012 door BirdLife International geschat op 1500 tot 7000 volwassen vogels. Het leefgebied wordt aangetast door versnippering en ontbossing waarbij natuurlijk bos wordt omgezet in gebied voor agrarisch gebruik en menselijke bewoning, ook in gebieden die als nationaal park zijn bestemd. Verder bestaan er plannen voor de aanleg van stuwdammen. Om deze redenen staat deze soort als bedreigd op de Rode Lijst van de IUCN.